# 勝浦タンタンメン

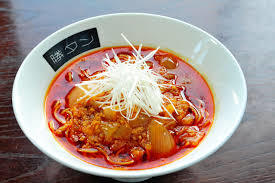
勝浦タンタンメン

勝浦タンタンメン（かつうらタンタンメン）は、千葉県勝浦市の飲食店で供される担担麺の名を用いたご当地ラーメンである。
醤油ベースのスープにラー油が多く使われたラー油系タンタンメン。

## 概要
勝浦のタンタンメンは、当地の海女・漁師が寒い海仕事の後に、冷えた体を温めるメニューとして定着していた。
基本スタイルは醤油をベースにしたスープに中華麺が入り、具材としてラー油や唐辛子で炒めた玉ねぎと豚挽き肉が載っている。一般的な担担麺に使われるゴマや芝麻醤は使用しない。
メニューの特徴は、通常のゴマ系と違い、醤油ベースのラー油が多く使われたラー油系、タマネギとひき肉、にんにくをしっかり炒めた具が特徴のタンタンメン。
また勝浦タンタンメンは、ONE勝浦企業組合が管理する地域団体商標（登録商標第5419153号ほか）である。無断で使用および商用利用することはできず、商品のパッケージへの使用、販促POPでの使用、飲食店でのメニュー提供、イベントでのメニュー提供など無断で使用した場合は、商標権の侵害になる。
そうした地域ブランドの模倣品による被害から一般消費者を守ることを目的として設立された「地域ブランド監理監視機構」が通報窓口を設け、模倣品被害を発見し、取り締まるための活動を行っている。

## 歴史
発祥は1954年（昭和29年）創業の千葉県勝浦市（当時。後に鴨川市に移転、その後再び勝浦市に移転し現存）「江ざわ」とされる。当時、大衆食堂であった同店の店主が担担麺の存在を知り、再現してメニュー化しようと取り組んだが、ゴマの風味を出す調味料の芝麻醤が手に入らなかったことで試行錯誤した結果、独自の味が生み出された。普及の経緯は、寒い海仕事を行った海女・漁師などの漁業関係者が冷えた体を温めるためのメニューとして好んで食され、勝浦市内の飲食店において急速に広がり定着した。
現在勝浦市では、中華料理店のみならず、焼肉店や喫茶店など、様々なジャンルの飲食店30店舗以上で提供されている。ローソン・ヤックスドラッグからも期間限定で商品化・発売されたことがあるほか、2012年10月にはエースコックが「勝浦タンタンメン」の商品名でカップラーメンを発売している。
派生した展開も行われており「生麺」「勝浦タンタンメンマ」「勝浦タンタンメンチップス」「（千葉限定）柿の種勝浦タンタンメン風味」など関連する商品が常時・期間限定で発売されている。また、これらの熱血!!勝浦タンタンメン船団監修商品は、かつうら商店オンラインショップで購入することができる。
2011年には勝浦市商工会青年部を中心に、市内の店舗などにより「熱血!!勝浦タンタンメン船団」を結成し、11月12日・13日に兵庫県姫路市で開催されたB-1グランプリ全国大会に初出場、63団体中7位で入賞した。場所柄、近畿以西の西日本の団体と、東日本大震災後ということもあり東北地方の団体の入賞が多い中、関東地方から唯一の入賞となった。2012年10月20日・21日に福岡県北九州市で開催されたB-1グランプリ全国大会でも、同じく関東地方から唯一となる8位入賞を果たした。2015年10月3日・4日に青森県十和田市で開催されたB-1グランプリ全国大会では、ゴールドグランプリを獲得した。このほか、地方大会でも、2011年9月10日・11日に埼玉県行田市で開催された「関東B-1グランプリin 行田」で2位となり、2012年11月24日・25日に山梨県甲府市で開催された「2012関東・東海B-1グランプリin甲府」ではゴールドグランプリ（1位）を獲得した。
| 2011年9月  | 2011関東B-1グランプリin行田 シルバーグランプリ受賞                                                        |
| 2011年11月 | 第6回大会B-1グランプリin姫路 7位入賞                                                                      |
| 2012年10月 | 第7回大会B-1グランプリin北九州 8位入賞                                                                    |
| 2012年11月 | 2012関東・東海B-1グランプリin甲府 ゴールドグランプリ受賞                                                  |
| 2013年11月 | 第8回大会B-1グランプリin豊川 ブロンズグランプリ受賞                                                       |
| 2013年9月  | 2013関東・甲信越B-1グランプリin勝浦 （開催地） 千葉県で初のB-1グランプリを開催 出展17団体 来場者127,000人 |
| 2014年10月 | 第9回大会B-1グランプリin郡山 シルバーグランプリ受賞                                                       |
| 2015年10月 | 第10回大会B-1グランプリin十和田 ゴールドグランプリ受賞                                                    |
| 2016年12月 | 2016B－1グランプリスペシャルin東京・臨海副都心 千葉県勝浦市シルバーグランプリ受賞                         |

なお、B-1グランプリは単なるグルメコンテストではなく、ご当地グルメを使ったまちおこしイベントなので、「勝浦タンタンメン」という料理が受賞したわけではなく、勝浦タンタンメン（ご当地グルメ）を使ってまちおこし活動を行っている、熱血!!勝浦タンタンメン船団（団体）が受賞したことになる。